# Шевченко Вікторія Едуардівна

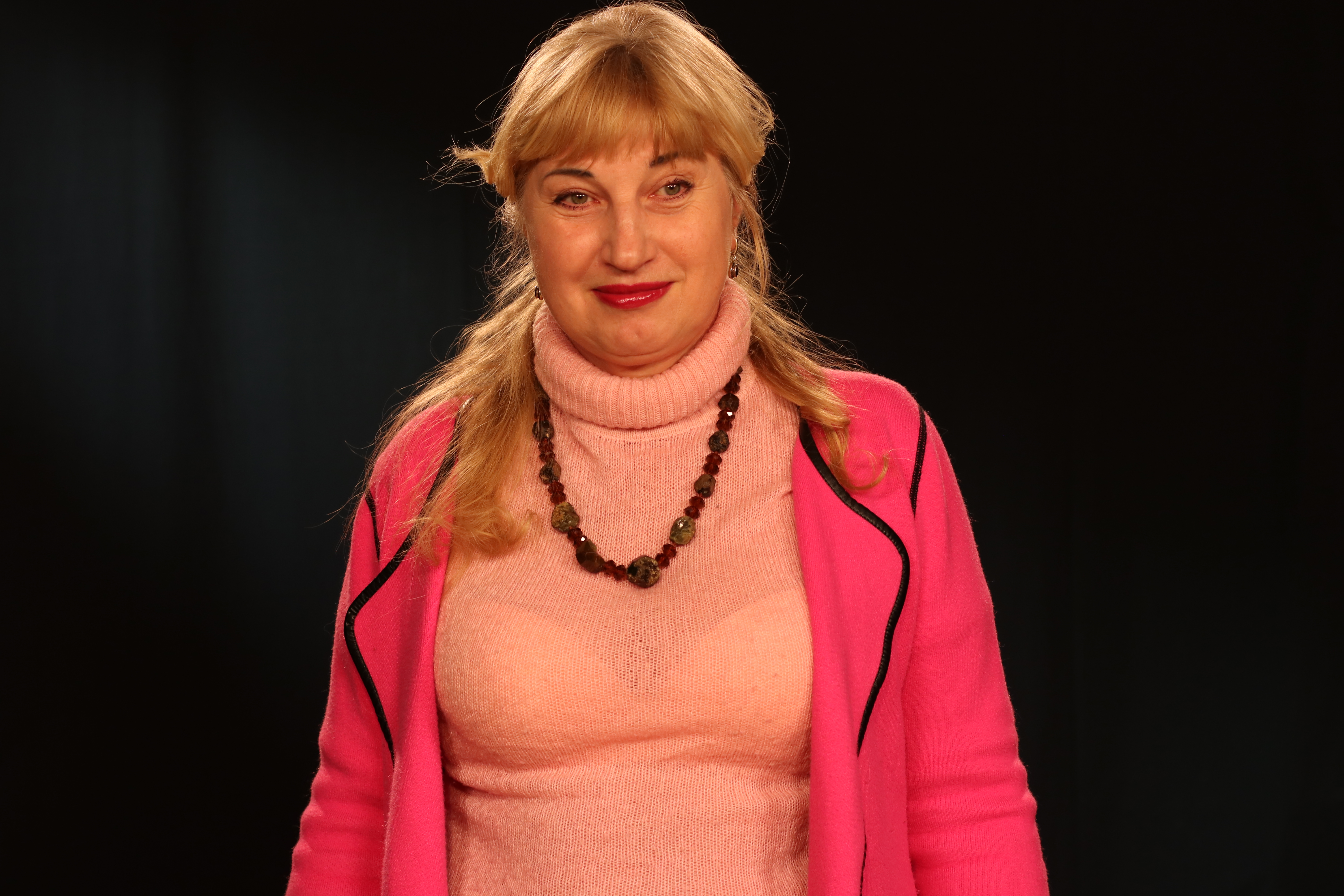

Шевченко Вікторія Едуардівна - професор, доктор наук із соціальних комунікацій, завідувач кафедри онлайн-медіа Навчально-наукового інституту журналістики Київського національного університету імені Тараса Шевченка, фахівець з мультимедійних технологій, візуалізації інформації, медіадизайну, новітніх медіа.
Член Спілки журналістів України

## Біографія
Народилась 08 жовтня  в сім'ї науковців у місті Київ. 
Дідусь – Стрельський В’ячеслав Ілліч – професор, доктор історичних наук, джерелознавець, завідувач кафедри джерелознавства та спеціальних історичних дисциплін КНУ імені Тараса Шевченка;
Закінчила Київський національний університет ім. Т.Г.Шевченка, 1982-1987, економічна кібернетика;
Доктор наук із соціальних комунікацій (2014), 
Професор кафедри мультимедійних технологій і медіадизайну (2020).
2006-2014 рр. Шевченко В. Е. вчений секретар, 2014-2018 рр. голова Науково-методичної ради Інституту журналістики КНУ імені Тараса Шевченка, 
з 2005 р. член науково-методичної комісії з журналістики та інформації Міністерства науки та освіти України. 
У 2008-2010 рр. вчений секретар спеціалізованої вченої ради Д 26.001.33.
Член постіно діючої вченої ради Д 26.001.34 27.00.01 Теорія та історія соціальних комунікацій із захисту докторських дисертацій.
З 2018 р. - гарант освітньо-професійної програми магістратури “Цифрові медіа”. Стаття Шевченко Вікторія Магістерські Open Talk про цифрові медіа // Київський університет. - № 4 (2308) квітень 2021. - с. 6
Сертифікований експерт НАЗЯВО, працювала в експертних комісіях з акредитації освітніх програм.
Працювала  в Інституті прикладної інформатики (раніш НВО «Міськсистемотехніка») програмістом, займалась розробкою баз даних працевлаштування громадян та системи продажу залізничних квитків
Викладала у Національній художній академії
З 1996 р. працює в Київському національному університеті імені Тараса Шевченка в Інституті журналістики, спочатку на посаді асистента кафедри журналістської майстерності та редакційно-видавничої справи, з 2003 р. – доцента кафедри видавничої справи та редагування, у 2008-2016 – завідувач навчальної лабораторії «Студія медіадизайну»,  з 1.02.2016 – нині - завідувач кафедри мультимедійних технологій і медіадизайну, згодом - онлайн-медіа.
Професор факультету правничих наук Києво-Могилянської академії
Автор статей «Великої української енциклопедії»
Започаткувала теорію візуальної комунікації. Дисертація «Концепція візуалізації журнального контенту в системі наукових поглядів у галузі соціальних комунікацій» на здобуття наукового ступеня доктора наук із соціальних комунікацій за спеціальністю 27.00.01 – теорія та історія соціальних комунікацій.

## Наукова діяльність

### Науковіпрофілі
https://orcid.org/0000-0003-1642-1283
F-3375-2018
Scopus : 57209848095
https://scholar.google.com.ua/citations?user=VSFFAnoAAAAJ&hl=uk&oi=sra
https://univ-kiev.academia.edu/SV
https://www.researchgate.net/profile/Shevchenko-Viktoriya/stats

### Основні опубліковані наукові  праці:
Автор понад 150 наукових праць, одноосібних комогрнафій, статей, опублікованих у фахових іноземних та українських виданнях.
- Кросмедіа: контент, технології, перспективи : моногр. / за заг. ред. В. Е. Шевченко. – К. : ВПЦ "Київський університет", 2018. – 319 с
- Шевченко В. Е. Форми візуалізації в сучасному журналі : монографія / Вікторія Шевченко. – К.: Видавець Паливода А. В., 2013. – 340 с.
- Шевченко В. Е. Текст та зображення: види, функції, оформлення: монографія / В. Е. Шевченко. – К.: Видавничо-поліграфічний центр «Київський університет», 2010. – 223 с.
- Шевченко В. Е. Англо-український тлумачний словник редакційно-видавничої комп’ютерної термінології. – К,: Либідь, 2006. – 320 с.
- Шевченко В., Зубар П. (2024) Блогосфера України: контент-аналіз антивакцинної кампанії під час пандемії COVID-19. Образ, Vol.2 (45). P. 48–59 https://doi.org/10.21272/Obraz.2024.2(45)-48-59
- Шевченко В., Стратюк В. ФАКТОРИ, ЯКІ ВПЛИВАЮТЬ НА УСПІШНІСТЬ ПОБУДОВИ ПЕРСОНАЛЬНОГО БРЕНДУ (2023) Держава та регіони. Серіа: Соціальні комунікації № 2(54). С. 127-132. DOI 10.32840/cpu2219-8741/2023.2(54).15 http://www.zhu.edu.ua/journal_cpu/index.php/der_sc/article/view/998/993
- Шевченко В.Е. Атрибути бренду українських медіа (2022). Образ, 2022. Т.1 (38). С. 41–52 ISSN 2415-8496m./ https://doi.org/10.21272/Obraz.2022.1(38)-41-52
- Шевченко В.Е. (2020). Організація онлайн-навчання під час карантину через COVID19. Технологія і техніка друкарства. - 2020. № 1-2 (67-68)
- Шевченко В.; Малиш Н. (2020). Тематична спрямованість туристичних медіа. Образ,  2020. Т. 1 (33). С. 6–20. https://doi.org/10.21272/Obraz.2020.1(33)-6-20
- Shevchenko V.  (2019). Resources of Open Data in Ukraine. Current Issues of Mass Communication, Issue 26. 2019. P. 41-53.   Сервіси відкритих публічних даних в Україні https://doi.org/10.17721/2312-5160.2019.26.41-53
- Шевченко В. (2019). Трансформація професії журналіста в цифровому середовищі. Вісник Львівського університету. № 45, 2019. с. 108-116.
- Шевченко В. Е. (2018). Фактчекінг і верифікація в журналістській роботі.  Образ: науковий журнал. Київ, Суми, 2018. Вип. 1 (27). С.140-153.
- Шевченко В. Е. Формування концепції медійного продукту (Formation of the concept of media) // Образ : науковий журнал / за ред. Н. Сидоренко, О. Ткаченко ; Сумський державний університет ; Інститут журналістики КНУ імені Тараса Шевченка. – Суми ; Київ, 2016. – Вип. 4 (22). – 120 с. - С. 6-14.
- та інші

### Наукові публікаціїу виданнях, які індексуються Web of Science, Scopus:
- Shevchenko, V., Malysh, N., Tkachuk-Miroshnychenko, O. Learning in Ukraine in wartime (2024). Open Learning: The Journal of Open, Distance and e-Learning.  2024, 39(1), pp. 4–19.  https://doi.org/10.1080/02680513.2024.2399847
- Shevchenko V. Semotiuk O. (2023) To make fun of power: political cartoons and memes about President Zelensky. Quantitative and qualitative analysis. The European Journal of Humour Research. 2022 10(4) 82–98. www.europeanjournalofhumour.org http://dx.doi.org/10.7592/EJHR2022.10.4.703 Scopus
- Shevchenko V.; Malysh N.; Tkachuk-Miroshnychenko O. (2022) Ukrainian Travel Media: Analysis of Thematic Categories. MEDIJSKE STUDIJE MEDIA STUDIES 2022. 13 (25). 125-146. PRELIMINARY COMMUNICATION. DOI: 10.20901/ms.13.25.7 / SUBMITTED: 11.4.2021 Scopus
- Shevchenko V.; Malysh N.; Tkachuk-Miroshnychenko O. (2021). Distance Learning in Ukraine in COVID-19 Emergency. Open Learning: The Journal of Open and Distance Learning . Published online: 24 Aug 2021. https://www.tandfonline.com/eprint/NRTBC2QWMYRV9PPXFKWH/full?target=10.1080/02680513.2021.1967115 https://doi.org/10.1080/02680513.2021.1967115 Scopus
- Shevchenko V. Malysh N., Tkachuk-Miroshnychenko O. (2020). State policy in the sphere of protection of cultural heritage in Ukraine. Journal of Cultural Heritage Management and Sustainable Development (2020) ISSN: 2044-1266 Publication date: 15 September 2020 https://doi.org/10.1108/JCHMSD-03-2020-0047 ISSN: 2044-1266 Scopus
- Shevchenko V., Dosenko A., Iuksel G., Synowiec A., Pohrebniak I. (2020). Communication platforms: new positions and appointment, International Journal of Management (IJM) Volume 11, Issue 3, March 2020, pp. 294–303. DOI 10.34218/IJM.11.3.2020.032 Scopus
- Shevchenko V. Dosenko A. Gerachkovska O. Bessarab А. Media as a Tool for Forming the President's Image (On the Example of the 2019 Election Process) // International Journal of Innovative Technology and Exploring Engineering (IJITEE), ISSN: 2278-3075, Volume-9 Issue-1, November 2019, 1623-1628, Retrieval Number: A4632119119/2019, DOI: 10.35940/ijitee.A4632.119119 Scopus
- Shevchenko V., Zakharchenko A., Maksimtsova Y., Iurchenko V., Fedushko S. (2019). Under the Conditions of Non-Agenda Ownership: Social Media Users in the 2019 Ukrainian Presidential Elections Campaign. Proceedings of the 1st International Workshop on Control, Optimisation and Analytical Processing of Social Networks (COAPSN-2019), V. 2392, P. 199-219. https://doi.org/10.48550/arXiv.1909.01681 Scopus
- Shevchenko V., Dosenko A., Iuksel G., Synowiec A., Dibrova V. (2020). Use of open data in Ukraine: some important aspects. Revista San Gregorio. SPECIAL EDITION-2020. - N. 42, 2020 (DOI: http://dx.doi.org/10.36097/rsan.v1i42). Access: http://revista.sangregorio.edu.ec/index.php/REVISTASANGREGORIO/article/view/1564 DOI: http://dx.doi.org/10.36097/rsan.v1i42.1564 WoS

## Підручники для студентів університетів
Автор близько 100 навчальних публікацій, серед них:
- Шевченко В.Е. (2024) Методологія проведення медіадосліджень: Конспект лекцій для студентів ОПП «Цифрові медіа» з дисципліни Візуалізація даних у наукових і журналістських дослідженнях. К. Навчально-науковий інститут журналістики, 2024. 52 с. DOI:  10.13140/RG.2.2.36550.28485
- Шевченко В. Е. (2020) Мультимедійні історії: інтерактивний навч. посіб. / В. Е. Шевченко. – Київ : Інститут журналістики, 2020. – 74 с. Режим доступу: http://labs.journ.knu.ua/mtmd/7937/shevchenko-v-e-multymedijni-istoriyi-interaktyvnyj-navchalnyj-posibnyk/
- Шевченко В. (2023) Стажування за професійною кваліфікацією : методичні рекомендації ОПП «Цифрові медіа». Київ : Навчально-науковий інститут журналістики Київського національного університету імені Тараса Шевченка, 2023. 24 с. Режим доступу: http://labs.journ.knu.ua/kmtmd/navchalni-materialy/viktoriya-shevchenko-stazhuvannya-za-profesijnoyu-kvalifikacziyeyu-metodychni-rekomendacziyi-opp-czyfrovi-media/
- Шевченко В. Факт. Інфопривід. Інтерпретація інформації. Навчальні дидактичні матеріали для студентів навчально-наукового інституту журналістики. Київ : Навчально-науковий інститут журналістики Київського національного університету імені Тараса Шевченка, 2023. 76 с.
- Шевченко В. Е. Мультимедійний контент: навчальний посібник / В.Е. Шевченко. - К.: ВПЦ "Київський університет", 2017. - 239 с.
- Шевченко В. Візуалізація як спосіб відображення даних: вибір виду візуалізації. Навчальні дидактичні матеріали для студентів навчально-наукового інституту журналістики. Київ : Навчально-науковий інститут журналістики Київського національного університету імені Тараса Шевченка, 2023. 145 с.
- Шевченко В. Стилі в графічному дизайні. Навчальні дидактичні матеріали для студентів навчально-наукового інституту журналістики. Київ : Навчально-науковий інститут журналістики Київського національного університету імені Тараса Шевченка, 2022. 93 с.
- Шевченко В.Е. Теорія візуальної культури. Тренди дизайну. - Лекція з дисципліни «Основи медіавиробництва» для студентів Навчально наукового інституту журналістики Київського національного університету імені Тараса Шевченка. – К.: Навчально-науковий інститут журналістики, 2022. – 48 с.
- Шевченко В. Е. Правила кольору: презентація лекції з дисципліни «Медіадизайн» / Вікторія Шевченко. Електронні дидактичні матеріали. Київ, Інститут журналістики, 2021. 134 с. режим доступу: http://labs.journ.knu.ua/mtmd/8285/shevchenko-v-e-pravyla-koloru-prezentatsiya-lektsiyi-z-dystsypliny-mediadyzajn/
- Шевченко В. Е. Мультимедійні історії: інтерактивний навч. посіб. / В. Е. Шевченко. – Київ : Інститут журналістики, 2020. – 74 с. Режим доступу: http://labs.journ.knu.ua/mtmd/7937/shevchenko-v-e-multymedijni-istoriyi-interaktyvnyj-navchalnyj-posibnyk/
- Шевченко В. Е. Основний категоріальний апарат дисципліни «Основи медіавиробництва». Дані - основа контенту: лекція з дисципліни «Основи медіавиробництва» для студентів 1 курсу Інституту журналістики Київського національного університету імені Тараса Шевченка / Вікторія Шевченко. – Електронні дидактичні матеріали. – К.: Інститут журналістики, 2020.- 67 с.
- Шевченко В.Е. Журналістика даних: Лекція з дисципліни «Основи медіавиробництва» для студентів 1 курсу Інституту журналістики Київського національного університету імені Тараса Шевченка / Вікторія Шевченко. – Електронні дидактичні матеріали. – К.: Інститут журналістики, 2020.- 38 с.
- Шевченко В. Е. Інтерпретація даних: Лекція з дисципліни «Основи медіавиробництва» для студентів 1 курсу Інституту журналістики Київського національного університету імені Тараса Шевченка / Вікторія Шевченко. – Електронні дидактичні матеріали. – К.: Інститут журналістики, 2020.- 42 с.